# Govenia utriculata
Govenia utriculata é uma espécie de planta do gênero Govenia e da família Orchidaceae.  A espécie é polinizada por moscas da família Syrphidae (gênero Salpingogaster) e apresenta autogamia, mas é polinizador dependente. 

## Taxonomia
A espécie foi descrita em 1839 por John Lindley. 
Os seguintes sinônimos já foram catalogados:  
- Limodorum utriculatum  Sw.
- Govenia andrieuxii  Rchb.f.
- Govenia boliviensis  Rolfe
- Govenia capitata  Lindl.
- Govenia ernstii  Schltr.
- Govenia gardneri  Hook.
- Govenia platyglossa  Schltr.
- Govenia powellii  Schltr.
- Govenia sulphurea  Rchb.f.
- Govenia utriculata capitata  (Lindl.) Correll
- Cymbidium utriculatum  (Sw.) Sw.
- Epidendrum utriculatum  (Sw.) Poir.

## Forma de vida
É uma espécie terrícola e herbácea. 

## Descrição
Ervas terrestres. Ela tem 1-3 folhas, oblanceoladas a amplamente oblanceoladas, agudas, plicadas, decorrentes na base. Sua inflorescência é lateral, multiflora. Ela tem flores brancas, encobertas por brácteas proeminentes, linear-lanceoladas. Sépala dorsal côncava, lanceolada. Sépalas laterais falcadas, descendentes, agudas. Pétalas falcadas. Possui labelo móvel, arqueado e quase fechado sobre a coluna, menor que as sépalas e pétalas. Coluna com manchas acastanhadas, amarelas ou laranjas, curva, alada, formando um pé de coluna conspícuo. Antera terminal, incumbente, operculada, aguda ou apiculada, com 4 polínias. 

## Conservação
A espécie faz parte da Lista Vermelha das espécies ameaçadas do estado do Espírito Santo, no sudeste do Brasil. A lista foi publicada em 13 de junho de 2005 por intermédio do decreto estadual nº 1.499-R. 

## Distribuição
A espécie é encontrada nos estados brasileiros de Espírito Santo, Minas Gerais, Paraná, Rio de Janeiro, Rio Grande do Sul, Santa Catarina e São Paulo, além do  Distrito Federal.  
Em termos ecológicos, é encontrada nos  domínios fitogeográficos de Cerrado e Mata Atlântica, em regiões com vegetação de  campo limpo, mata ciliar e floresta ombrófila pluvial.